# Гербовый акт
Гербовый акт — государственный документ, который вводил налог на издание каких-либо документов. Уплатившие налог получают официальную гербовую марку, которая наклеивается на документ и делает его официальным. Исторически вводились гербовые акты, облагающие налогом игральные карты, медицинские патенты, чеки, контракты, брачные свидетельства и газеты. Практика применения таких актов зародилась в Нидерландах в 1624 году, когда государство изыскивало новые формы налогообложения. Гербовые акты издавались во множестве стран, в том числе в Австралии, Канаде, Китае, Ирландии, Индии, Малайзии, Израиле, Великобритании, в колониях Великобритании и США.
Налог, собранный согласно такому акту назывался Гербовым сбором.

## Гербовые акты Австралии
Гербовые акты издавались в некоторых штатах Австралии в 1878, 1882, 1886, 1890 и в 1894 годах. Эти акты вводили сбор с коммерческих транзакций: векселей, квитанций и коносаментов. В Западной Австралии такие сборы были пересмотрены Гербовым актом 1921 года, который вступил в силу 1 января 1922 года. В Южной Австралии Stamp Duties Act 1923 был введён в 1923 году, и затем пересматривался почти каждый год до 2017 года.

## Гербовые акты Великобритании

### Гербовый акт 1694 года
Гербовый сбор впервые был введён в Англии в 1694 году по голландскому образцу. Он был назван «An act for granting to Their Majesties several duties on Vellum, Parchment and Paper for 10 years, towards carrying on the war against France» (5 & 6 Will. & Mar. c. 21). Этот закон вводил налог от 1 пенни до нескольких шиллингов с различных официальных документов, в том числе страховок. Этот сбор давал казне £50,000 в год, и хотя был введён как временный, он оказался столь удобен, что его действие было продлено.

### Гербовый акт 1712 года
1 августа 1712 года парламент Великобритании издал Гербовый акт 1712 года, который вводил налог в основном на издательство газет. Он взимал 1 пенни с газетного листа и полпенни с половины листа, а так же облагал налогом газетные рекламные объявления. Помимо газет, налогом облагались памфлеты, реклама и официальные документы. В 1797 году ставка налога и спектр применения были увеличены, достигли пика к 1815 году, снижены в 1836 году, а в 1855 году налог был отменён.

## Гербовые акты в Северной Америке
Гербовые акты иногда издавали британские колонии в северной Америке. Например, во время Войны с французами и индейцами власти провинции Нью-Йорк издали Гербовый акт 1756 года, который помог собрать деньги на военные нужды. Этот акт был отменён после конца войны, но предположительно повлиял на принятие решение о издании гербового акта британским парламентом в 1765 году. Провинция Массачусетс так же издала Гербовый акт, который вступил в силу 1 мая 1755 года при губернаторе Уильяме Ширли.

### Статьи
- H. DAGNALL. The Taxes on Knowledge: Excise Duty on Paper (англ.) // The Library. — 1998. — Vol. s6-XX, iss. 4. — P. 347–363.
- Andrew J. O'Shaughnessy. The Stamp Act Crisis in the British Caribbean (англ.) // William and Mary Quarterly. — Omohundro Institute of Early American History and Culture, 1994. — Vol. 51, iss. 2. — P. 203-226. — doi:10.2307/2946860.
- Thompson, Mack. Massachusetts and New York Stamp Acts (англ.) // The William and Mary Quarterly. — Omohundro Institute of Early American History and Culture, 1969. — Vol. 26, iss. 2. — P. 253-258.